# Tweng
Tweng ist eine der 15 Gemeinden im Bezirk Tamsweg in Salzburg in Österreich mit 244 Einwohnern (Stand 1. Jänner 2024).

## Geografie
Die Gemeinde liegt im Lungau im Salzburger Land an der Südseite der Radstädter Tauern. Bis Ende Jänner 1962 gehörte die Gemeinde zum Gerichtsbezirk Sankt Michael im Lungau, seit dem 1. Februar 1962 ist sie Teil des Gerichtsbezirks Tamsweg. Mit 1233 m ü. A. ist sie die höchstgelegene Gemeinde des Bezirks.

### Nachbargemeinden
| Flachau (JO) | Untertauern (JO)                            |             |
| Zederhaus    | Kompassrose, die auf Nachbargemeinden zeigt | Weißpriach  |
|              | Sankt Michael                               | Mauterndorf |

## Geschichte
Tweng ist eine alte Siedlung, die an der wichtigen, schon zur Römerzeit existierenden Straße über den Radstädter Tauernpass liegt. Römische Meilensteine gehören zu den wichtigsten Archäologiefunden. Seit 1745 gibt es in Tweng eine Schule.

### Gemeindegliederung
Seit 2025 sind in Tweng zwei Ortschaften ausgewiesen (in Klammern Einwohnerzahl Stand 1. Jänner 2025):
- Tweng (113)
- Obertauern (133)

## Politik

### Gemeinderat
| Gemeinderatswahl 2024Wahlbeteiligung: 69,8 % 80706050403020100 78,7 % (+11,6 %p)21,3 % (−0,6 %p)n. k. % (−11,0 %p) ÖVPFPÖSPÖ20192024 |

Die Gemeindevertretung hat insgesamt 9 Mitglieder.
- Mit den Gemeindevertretungs- und Bürgermeisterwahlen in Salzburg 2004 hatte die Gemeindevertretung folgende Verteilung: 7 ÖVP, 1 FPÖ, und 1 SPÖ.
- Mit den Gemeindevertretungs- und Bürgermeisterwahlen in Salzburg 2009 hatte die Gemeindevertretung folgende Verteilung: 6 ÖVP, 2 FPÖ, und 1 SPÖ.[2]
- Mit den Gemeindevertretungs- und Bürgermeisterwahlen in Salzburg 2014 hatte die Gemeindevertretung folgende Verteilung: 6 ÖVP, 2 FPÖ, und 1 SPÖ.[3]
- Mit den Gemeindevertretungs- und Bürgermeisterwahlen in Salzburg 2019 hatte die Gemeindevertretung folgende Verteilung: 6 ÖVP, 2 FPÖ, und 1 SPÖ.[4]
- Mit den Gemeindevertretungs- und Bürgermeisterwahlen in Salzburg 2024 hat die Gemeindevertretung folgende Verteilung: 7 ÖVP und 2 FPÖ.[5]

### Bürgermeister
- 1968–2000 Albert Buchstätter (ÖVP)[6]
- 2000–2014 Franz Pöllitzer (ÖVP)[7]
- 2014–2019 Friedrich Rigele (ÖVP)[8]
- 2019–2020 Heribert Lürzer (ÖVP)
- seit 2020 Franz Kaml (ÖVP)[9]

### Wappen
Das Wappen der Gemeinde ist: „In einem durch einen schmalen silbernen Schrägrechtsbalken geteilten Schild oben in Grün die Trophäe eines silbernen Zwölfenders, unten in Rot ein silbernes sechsspeichiges Wagenrad.“

## Kultur und Sehenswürdigkeiten

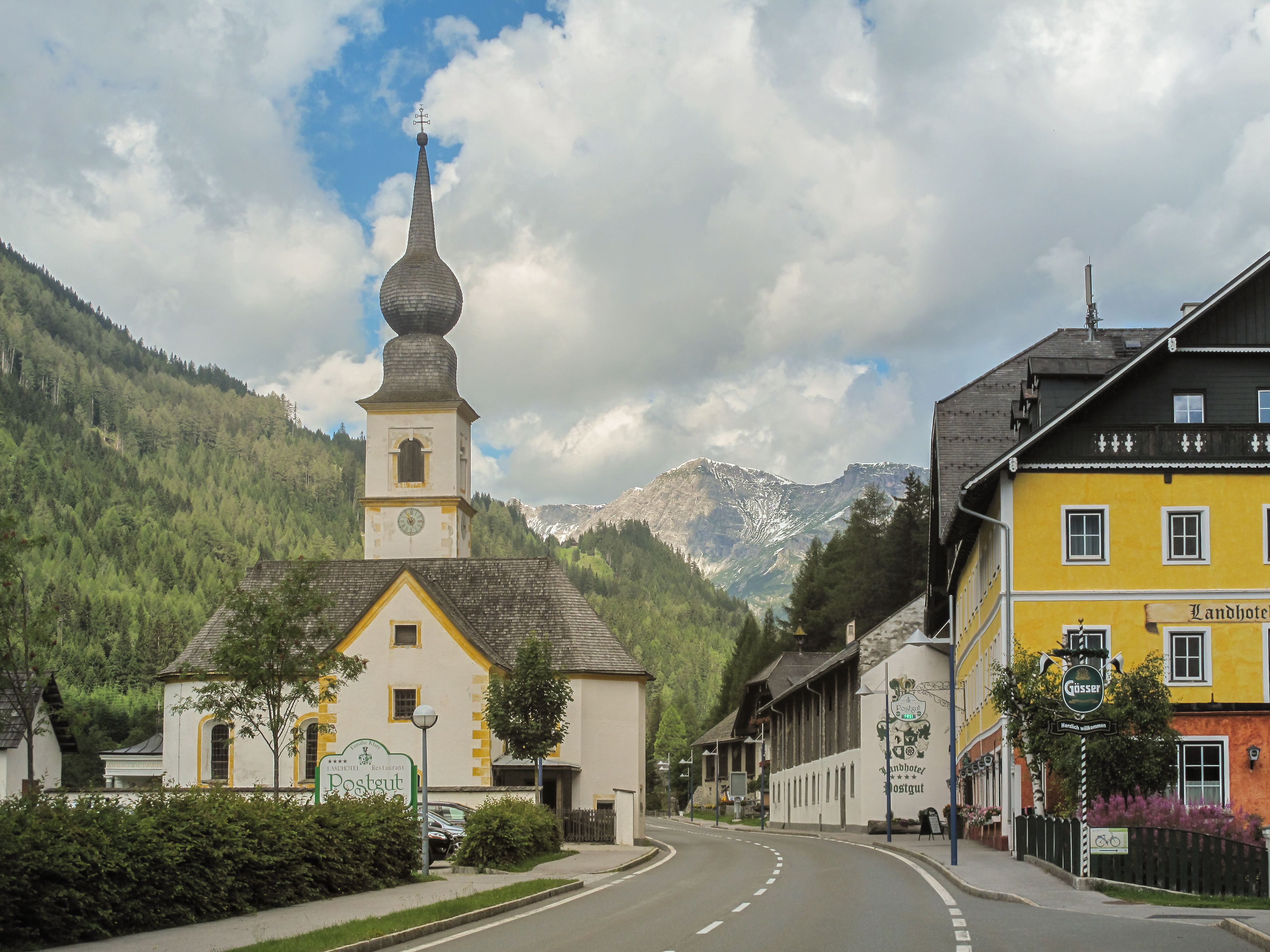
Pfarrkirche Tweng

- Katholische Pfarrkirche Tweng hl. Kreuz: 1664 wurde eine Kapelle gebaut, 1665 folgte die Grundsteinlegung für die Kirche, die 1705 durch den Fürstbischof von Lavant, Johann Sigmund Graf von Kuenburg, geweiht wurde. 1844 soll Tweng laut Ignaz von Kürsinger seine Orgel (6 Register, 1 Manual und Pedal) erhalten haben, welche durch die tätige Verwendung des Expositus Reisinger und die wohltätigen Beiträge der kleinen Gemeinde hergestellt wurde.[10] Am Gehäuse der Orgel ist jedoch die Jahreszahl 1889 angebracht, was sich auch mit den Lebensdaten des Erbauers des Instrumentes, Albert Mauracher, deckt. Bei diesem Instrument wurden vom Erbauer drei historische Register, der Machart nach von Johann Ignaz Egedacher, wiederverwendet. Ebenfalls typisch für die konservative Bauweise A. Maurachers ist die Verwendung von Schleifladen sowie die Pfeifenfußintonation.[11] Seit 1891 existiert die Pfarre. Georg Lederwasch aus Tamsweg schuf die Gemälde in der Kirche. Die Bezeichnung der Pfarrkirche zum Hl. Kreuz änderte sich im Laufe der Jahre zu „Siebenschmerzengotteshaus“.

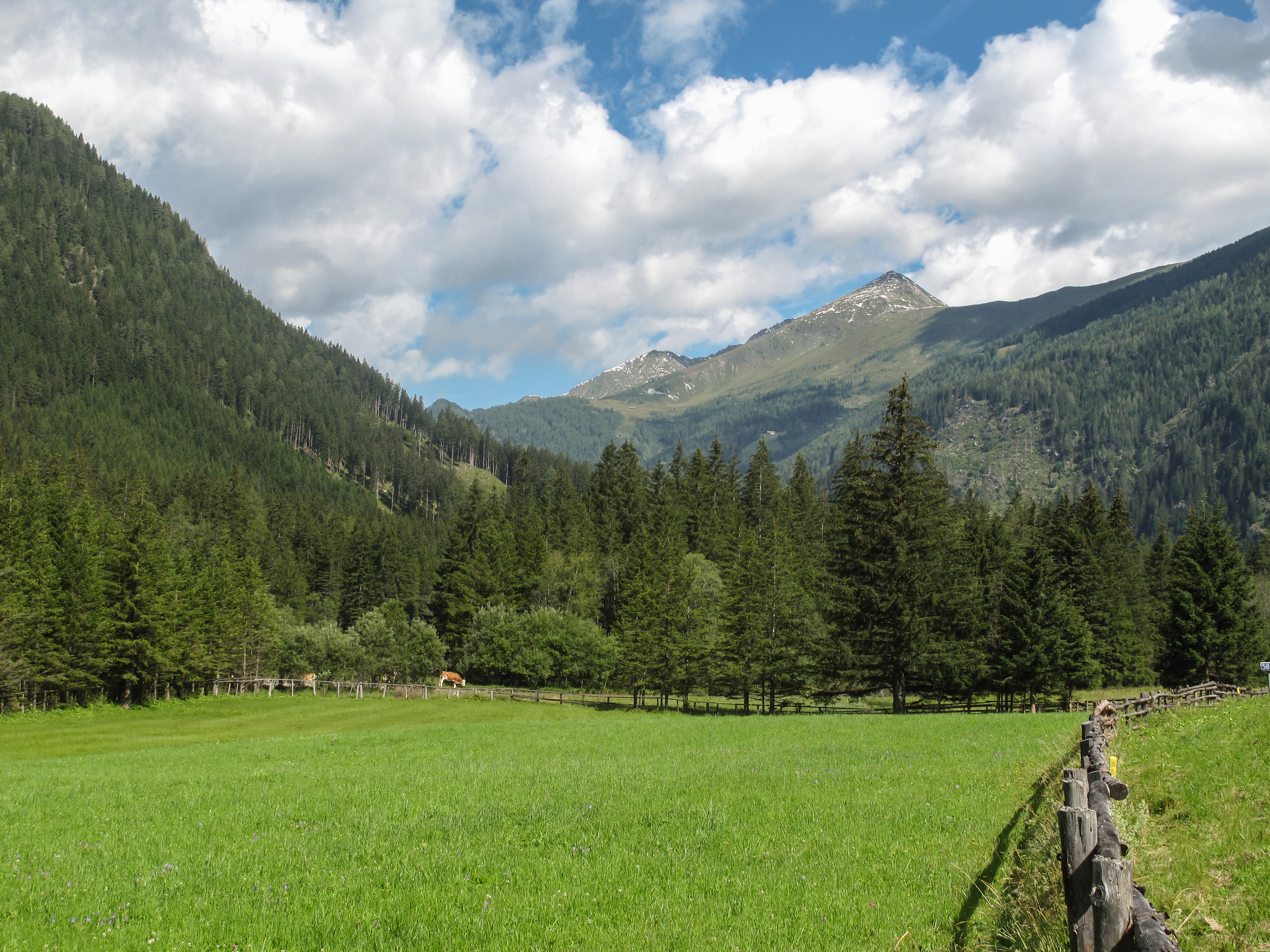
Zwischen Vorderwinkel und Mauterndorf, Panorama
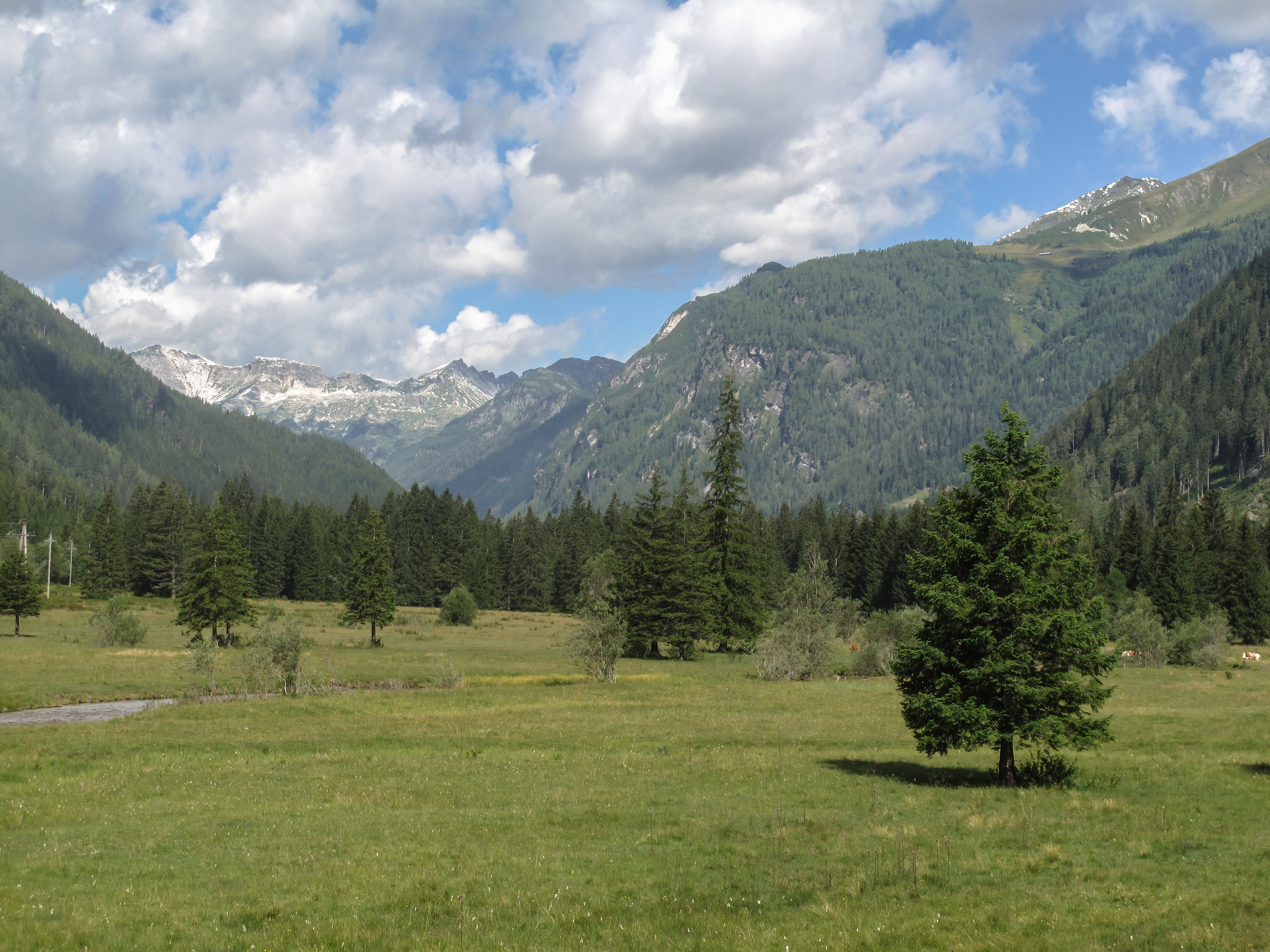
Zwischen Vorderwinkel und Mauterndorf, Panorama mit dem Landschaftsschutzgebiet „Twenger Au“
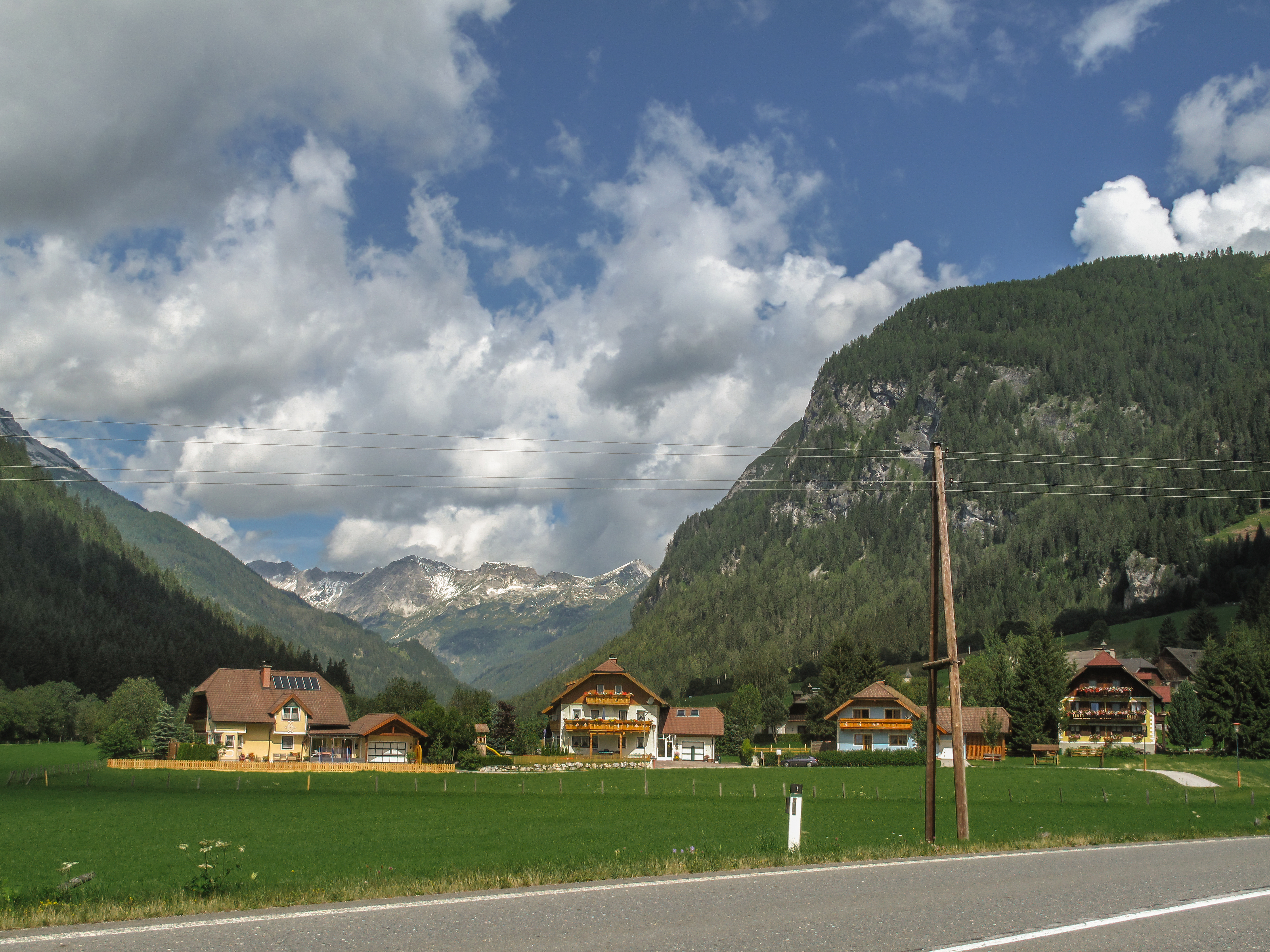
Vorderwinkel, Ortsansicht

| Zur Gemeinde gehört ein Teil der Schiregion Obertauern. Von den rund 200 Arbeitsplätzen in Tweng entfallen mehr als neunzig Prozent auf den Dienstleistungssektor und hier vor allem auf den Bereich Beherbergung und Gastronomie. Zwei Drittel der 130 Erwerbstätigen, die in Tweng wohnen, finden hier ihren Arbeitsplatz, ein Drittel pendelt aus. Mehr als 120 Menschen aus der Umgebung kommen zur Arbeit nach Tweng. | Die zur Anzeige dieser Grafik verwendete Erweiterung wurde dauerhaft deaktiviert. Wir arbeiten aktuell daran, diese und weitere betroffene Grafiken auf ein neues Format umzustellen. (Mehr dazu) |